# Метростанция „Орлов мост“
„Орлов мост“ е станция от линия М3 на Софийското метро. Открита е на 26 август 2020 г. като част от участъка „Хаджи Димитър“ – „Красно село“ и е трансферна станция с линии М1 и М4, обслужващи метростанция „Софийски университет Св. Климент Охридски“. Поради нуждата да премине, както под Перловската река, така и под съществуващите тунели на Първи метродиаметър, метростанция „Орлов мост“ е най-дълбоката по линия М3 – 28 метра.

## Местоположение
Станцията е разположена под западното пътно платно на бул. „Евлоги и Христо Георгиеви“ до Орлов мост. Тя е с един централен вестибюл и има 13 вход/изхода. Два от вход/изходите са в Княжевската и Борисовата градина. Станцията е със странични перони. Дълги са 105 m, а широчината им е по 4,5 m. Метростанцията е ситуирана успоредно и непосредствено до покритата част на Перловска река.
Достъпност до перона е осигурена с асансьори в двата вестибюла на станцията.
| №  | Име на вход/изход                     | Достъпност |
| -- | ------------------------------------- | ---------- |
| 1  | бул. Васил Левски                     | рампа      |
| 2  | пл. Народно събрание                  | рампа      |
| 3  | Храм-паметник „Св. Александър Невски“ | рампа      |
| 4  | СУ „Св. Климент Охридски“             | рампа      |
| 5  | бул. Цар Освободител                  |            |
| 6  | Княжевска градина                     |            |
| 7  | Княжевска градина                     | асансьор   |
| 8  | ул. Сан Стефано                       | рампа      |
| 9  | пл. Орлов мост                        |            |
| 10 | пл. Орлов мост                        | асансьор   |
| 11 | езеро Ариана                          | асансьор   |
| 12 | Царевецъ                              | асансьор   |
| 13 | ул. Цар Иван Асен II                  |            |

## Архитектурно оформление
Архитект на станцията е Красен Андреев. Тя има един централен вестибюл, разположен на тераса над пероните. Перонната зала е подобна на тази на метростанция „Сердика 2“. Пространството е оформено като тунелен свод. Съчетание на зелено, оранжево и жълто създават интериора на тази станция. В двата края на пероните има апликации на два орела, направени от неръждаема стомана. Те са дело на известния скулптор Митко Динев. Негов е и Символът на Европейския съюз, намиращ се на перона на станция „Европейски съюз“.
Вестибюлът излиза в касова зала, разположена в подлез под бул. „Цар Освободител“, като съществуващият травалаторен тунел, който води към метростанция „Софийски университет „Св. Климент Охридски““ е включен в платената зона и позволява прекачване към метролинии М1 и М4. Това е най-дългата трансферна връзка в метро мрежата. От терасата над пероните има връзка с тунел под Перловската река, която излиза с каса в подлез „Царевецъ“ и изходите му в Борисовата градина и ж.к. Яворов.

## Връзки с градския транспорт

### Метролинии
Метростанция „Орлов мост“ е трансферна с метростанция „Софийски университет „Св. Климент Охридски““, обслужвана от метролинии М1 и М4.

### Автобусни линии
Метростанция „Орлов мост“ се обслужва от 13 автобусни линии от дневния градски транспорт и 2 линии от нощния транспорт:
- Автобусни линии от дневния транспорт: 9, 72, 75, 76, 84, 94, 184, 204, 213, 280, 304, 604, Х50
- Автобусни линии от нощния транспорт: N1, N2

### Тролейбусни линии
Метростанция „Орлов мост“ се обслужва от 7 тролейбусни линии:
- Тролейбусни линии: 1, 2, 3, 4, 5, 8, 11

## Фотогалерия
- 3D изложение на станцията